# Nasavrky, Chrudim
Nasavrky là một thị trấn thuộc huyện Chrudim, vùng Pardubický, Cộng hòa Séc.